# 台江県
台江県（だいこう-けん）は中華人民共和国貴州省黔東南ミャオ族トン族自治州に位置する県。県人民政府は台拱鎮。

## 歴史
清代は台拱庁が設置される。中華民国成立後1913年（民国2年）台拱県に改められる。1941年（民国30年）、丹江県が廃止され丹江河以東地区が台拱県に編入された際に、台江県と改称される。

## 行政区画
- 街道：台拱街道、萃文街道
- 鎮：施洞鎮、南宮鎮、革一鎮、方召鎮
- 郷：排羊郷、台盤郷、老屯郷

## 交通

### 道路
- 高速道路
  - 滬昆高速道路
- 国道
  - G320国道